# Ryfast

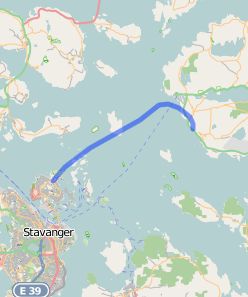
El túnel Ryfast

Ryfast es un sistema de túneles submarinos en construcción entre Stavanger y Strand, al suroeste den Noruega. Cuenta de dos túneles submarinos, llamados  Hundvågtunnel (5.500 metros) y Solbakktunnel (14.300 metros). Fue construido al mismo tiempo como Eiganestunnel en Stavanger.
El costo de Ryfast se estima en KOR 5220 millones de coronas noruegas (2012. El sistema de túneles reemplaza la ruta de ferry de hoy entre Stavanger y Tau.

## Historia
Debido a la complicada configuración geográfica de Noruega (montañas escarpadas, acantilados, islas, profundos fiordos, etc), la construcción de carreteras a través del país siempre ha sido compleja y costosa, requiriéndose de puentes elevados, túneles o ferris para conectar diversas carreteras estataless.  Particularmente, la zona de Ryfylke tiene una alta afluencia turística nacional e internacional, por lo que se había convertido en una necesidad prioritaria construir una vía terrestre que la comunicara con el resto del país. 
Ryfast está proyectado conectar Stavenger (cuarta ciudad noruega más importante)  con el norte de Jæren,  a través del canal Hillefjorden, en un punto ligeramente más al norte que el actual puerto de desembarque de los ferris en Tau.
El proyecto fue aprobado en el Parlamento el 12 de junio de 2012 y dio inicio en noviembre de 2012,  con la construcción de Solbakk en Strand y en Hundvåg, donde empezaron los trabajos en la primavera de 2013.
Con el proyecto se acortaría significativamente el tiempo de viaje hacia Ryfylke y el norte de Jæren. El servicio de ferry entre Stavanger y Tau (Høgsfjordsambandet ) dejará de prestar servicio después de que los túneles se construyen, dado el costo de mantenimiento de las embarcaciones. 
El Ryfast también tendrá un objetivo secundario: la unión de la isla Hundvåg (distrito en Stavanger), con una nueva conexión continental para aliviar el tráfico por el puente de acceso a la ciudad  (Stavanger bybru) y el distrito oriental de Stavanger. 
La Statens vegvesen (Administración de Vía Pública Noruega)  ha sido el encargado de preparar el proyecto. Las estimaciones en mayo de 2012 indicaron que el costo de la vía es de NOK. 5220 millones de coronas noruegas y el proyecto será financiado por peajes, el apoyo del público y una menor contribución de los municipios y distritos beneficiados,  así como de la Stavanger Næringsforening (Unión Nutriconal de Stavanger).